# Golf de Kandalakxa
El golf de Kandalakxa (en rus Кандалакшский залив, Kandalakxski zaliv; en finlandès Kantalahti) és un golf del nord-oest de Rússia, situat en territori de la república de Carèlia, al sud, i de l'óblast de Múrmansk, al nord i a l'oest. Forma l'extrem nord-occidental de la mar Blanca i és un dels quatre grans entrants d'aquesta mar, juntament amb la badia d'Onega al sud-oest, la de Dvinà al sud i la de Mezèn al sud-est. Té 185 km de longitud, 67 km d'amplada i 330 m de profunditat màxima.
El litoral nord del golf correspon a la península de Kola. Té una costa molt accidentada, amb nombroses illes.
La ciutat de Kandalakxa se situa al fons de tot del golf, a la part nord; a uns 10 km al sud hi ha el nou port petrolier de Vítino. Altres ports són Kovda, al litoral sud, i Umba, a la costa de Kola. S'hi pesquen arengs i bacallà.
La reserva natural de Kandalakxa (Кандалакшский заповедник, Kandalakxski zapovèdnik) inclou parts del litoral del golf i moltes de les seves illes.